# Philippe Perakis
Philippe Perakis (né le 30 mars 1966 à Lausanne) est un coureur cycliste et entrepreneur suisse, spécialiste du VTT.

## Biographie
Au début des années 90, Philippe Perakis était fortement exposé dans la presse internationale du VTT, et l'un des vététistes les plus connus. Il est devenu connu pour son utilisation de combinaisons de protection extrêmes avec une apparence particulièrement originale (populairement appelé « armure ») et des vélos de descente entièrement rembourrés avec des conceptions futuristes, d'où le surnom d'« astronaute ». De cette manière, tout au long de sa carrière professionnelle, il a contribué à rendre les innovations du côté du vélo et de la protection populaires et commercialement répandues.
Perakis a été le premier athlète européen à remporter la course traditionnelle et extrême « Mammoth Kamikaze » aux États-Unis, où les athlètes atteignent des vitesses de plus de 110 km/h. Lors du championnat du monde en 1990, sur une piste appelée le Purgerator, Perakis se classe à la deuxième place des qualifications, après quoi il se fracture le bras lors de l'entrainement avant la finale. Un autre coureur  était tombé deux jours plus tôt et avait subi une fracture au cou et au bras. Perakis avait roulé de façon si spectaculaire que Greg Herbold, qui a remporté la compétition et est devenu champion du monde de cyclisme de descente en 1990, a déclaré : « La façon dont il roulait m'a fait à moitié peur ».
C'est en 1992, alors que le VTT en était encore à ses balbutiements, que Perakis commença de sa propre initiative à utiliser des équipements de protection de l'industrie de la moto. Son préféré était l'équipement de la marque Dainese, un groupe italien de premier plan dans le domaine des vêtements de protection pour le sport automobile. Peu de temps après, Dainese a créé un département distinct dédié au VTT et à d'autres sports,. Ce n'est qu'après cela que Dainese s'est aventuré dans le marché du ski alpin et que l'utilisation de plaques arrière en alpin est devenue courante, notamment pour le skieur Aksel Lund Svindal qui portait l'équipement lors de terrible chute à Beaver Creek en 2007. 
Après sa carrière professionnelle, Perakis a travaillé en tant que sponsor - et responsable marketing pour Dainese. Il est ensuite devenu consultant en création de marque et marketing.

## Palmarès en VTT

### Championnats du monde
- Barga 1991
  - 4e de la descente

### Championnats d'Europe
- Anzère 1989
  -  Médaillé d'argent du cross-country
- La Bourboule 1991
  -  Médaillé d'argent de la descente

## Palmarès sur route
- 1984
  -  Champion de Suisse sur route juniors